# Ficus warscewiczii
Ficus warscewiczii là một loài thực vật có hoa trong họ Moraceae. Loài này được (Miq.) Miq. mô tả khoa học đầu tiên năm 1867.